# باول بوهم
باول بوهم هو متزلج صدري كندي، ولد في 10 أغسطس 1974 في كالغاري في كندا.

## وصلات خارجية
- باول بوهم على موقع أوليمبيديا (الإنجليزية)